# کوهسار (البرز)
کوهسار شهری در استان البرز ایران است. این شهر در شهرستان ساوجبلاغ قرار دارد. شهر کوهسار در ۱۳ کیلومتری شمال شرقی مرکز شهرستان ساوجبلاغ واقع شده است. آب و هوای این شهر معتدل کوهستانی است. گذر رودخانهٔ کردان‌رود از حاشیه شرقی این شهر، به جاذبه‌های آن افزوده است. شهر کوهسار در ۲۵ کیلومتری شمال غربی مرکز استان (کرج) واقع شده است. این شهر در تیر ماه سال ۱۳۸۴ خورشیدی با ادغام دو روستای اصلی بنام های چندار، چندار که روستای مرکزی  است و قلعه چندار با خوانش قلعه ی چندار (به روایتی قلعه ای برای محافظت از چندار بوده است )
یا قلعه سلیمان خانی و تعداد ۷ روستای فرعی بنام های خوروین و شنده و ازنق و هرجاب و کردان و بانوصحرا و باغبان‌کلا از توابع شهرستان ساوجبلاغ تشکیل شد. در ابتدا روستای کوشک زر نیز جز شهر کوهسار بوده که در سال ۱۳۹۳ این منطقه به شهرداری شهر مهستان الحاق گردید، گنج‌تپه و سیاه‌تپه خوروین از مناطق آثار باستانی پیرامون این شهر است. جمعیت این شهر در سال ۱۳۸۵، برابر با ۷۷۶۹ نفر بوده است.